# ゴールト (小惑星)
ゴールト（6478 Gault）はメインベルトに位置する小惑星。1988年5月12日にキャロライン・シューメーカー、ユージン・シューメーカーがカリフォルニア州のパロマー天文台での観測で発見した。2019年1月に尾が確認された活動的小惑星 (Active asteroids) である。

## 概要
ゴールトはフォカエア族に属すると考えられており、フォカエアと同様のS型小惑星とされる。
2019年1月5日、米・ハワイの全天観測プロジェクト「小惑星地球衝突最終警報システム (ATLAS, Asteroid Terrestrial-impact Last Alert System)」の観測から、彗星の尾のようなものが伸びていることが確認され、前年の2018年12月には既に尾が生じていたことが判明した。さらに、ハワイのカナダ・フランス・ハワイ望遠鏡等の追観測で最初の尾に加えてより短い尾が観測された。長い尾は長さ80万km以上、幅は4,800kmほどで、短い尾は長さ約20万kmと見当が付けられている。尾に含まれる塵の観測から、尾が生じた原因は他天体との衝突によるものではなくYORP効果によるものであると考えられている。
その後、ゴールトの尾は薄れていき、2020年8月現在では確認できなくなっている。このことからも、彗星ではなく活動的小惑星であることがわかる。

## 名称
衝突クレーター生成過程研究の先駆者であるアメリカの惑星地質学者ドナルド・ゴールト (Donald Gault, 1923年–1999年) を記念して、1999年7月28日に命名された。